# Tienstippelig lieveheersbeestje
Het tienstippelig lieveheersbeestje (Adalia decempunctata) is een kever uit de familie van de lieveheersbeestjes (Coccinellidae). De wetenschappelijke naam van de soort werd in 1758 als Coccinellaa decempunctata gepubliceerd door Carl Linnaeus.
De volwassen kever wordt 3,5 tot 5 mm lang. De tekening is bijzonder variabel; er kunnen tussen nul en 15 stippen worden gevonden. Bij lichtere exemplaren is op het halsschild in het vlekkenpatroon een kenmerkend "kattenpootje" te herkennen. Verder hebben de dekschilden, net als bij het grotere Aziatisch lieveheersbeestje, aan de achterkant een deuk. Donkere exemplaren zijn van het tweestippelig lieveheersbeestje te onderscheiden doordat ze bruine in plaats van zwarte poten hebben. Het tienstippelig lieveheersbeestje leeft van bladluizen.
De soort komt in Europa, Noord-Afrika en het Nabije Oosten voor. In Nederland en België is de soort vrij algemeen. De kever is te vinden van april tot oktober; in juli en augustus verschijnt de nieuwe generatie. De kever overwintert achter schors en onder mos.

## Foto's

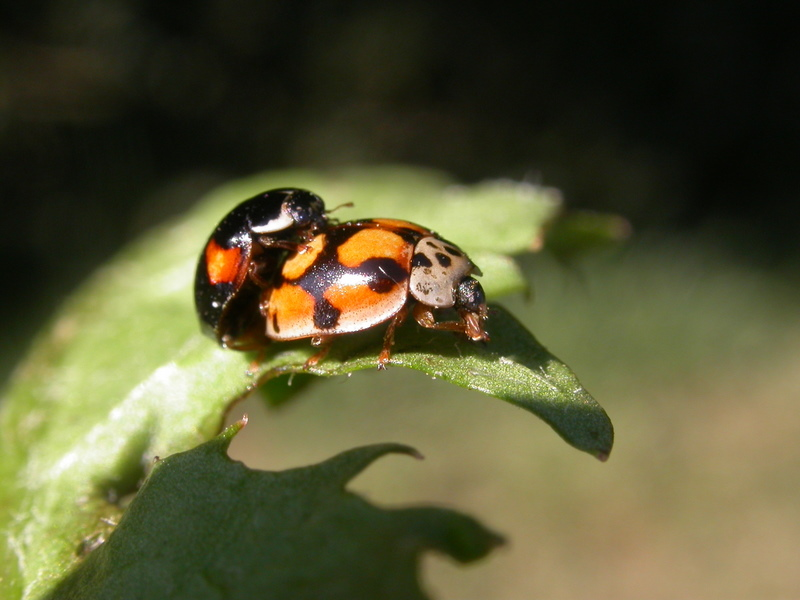
Paring
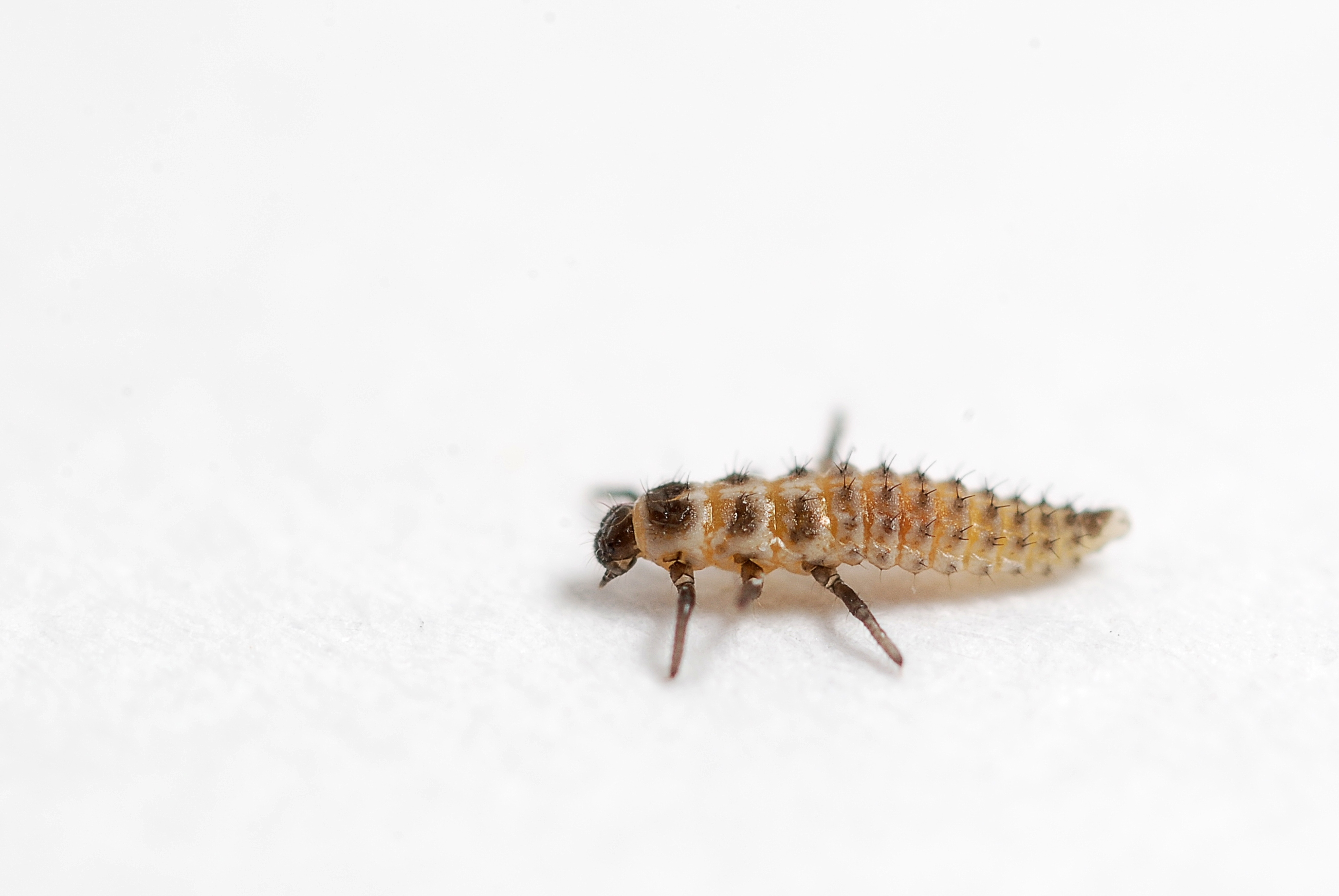
Larve in 1e stadium
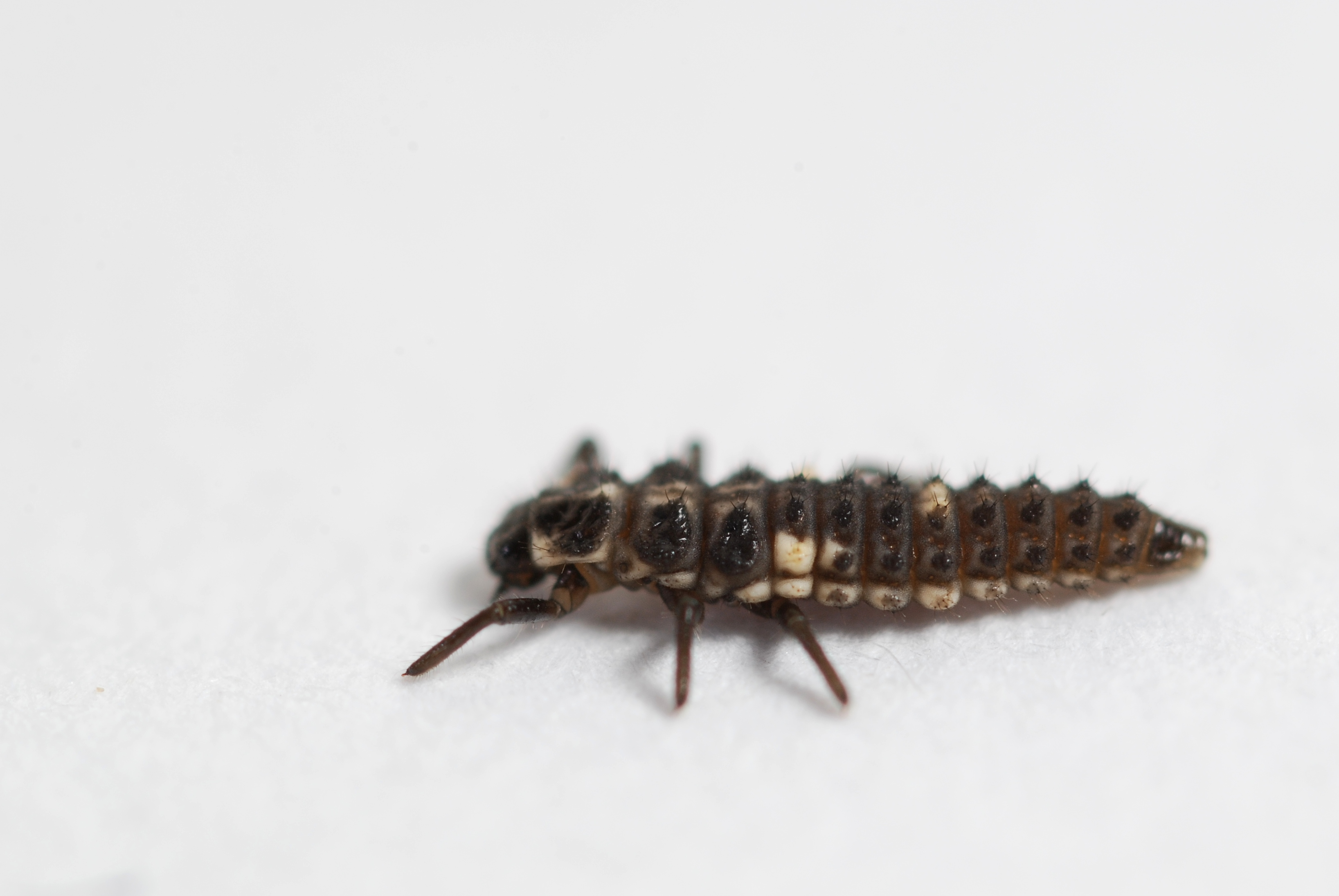
Larve in 3e stadium
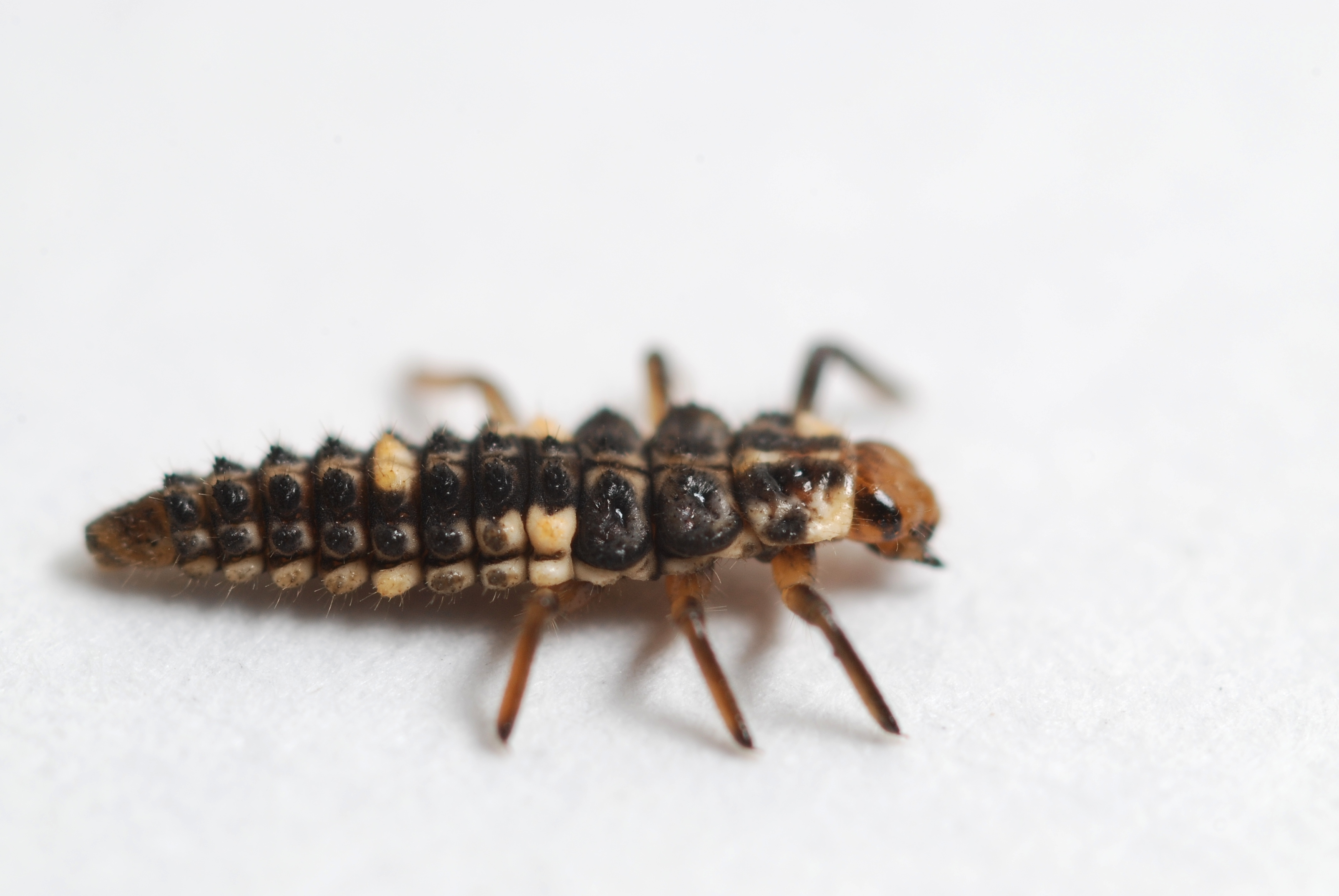
Larve in 4e stadium
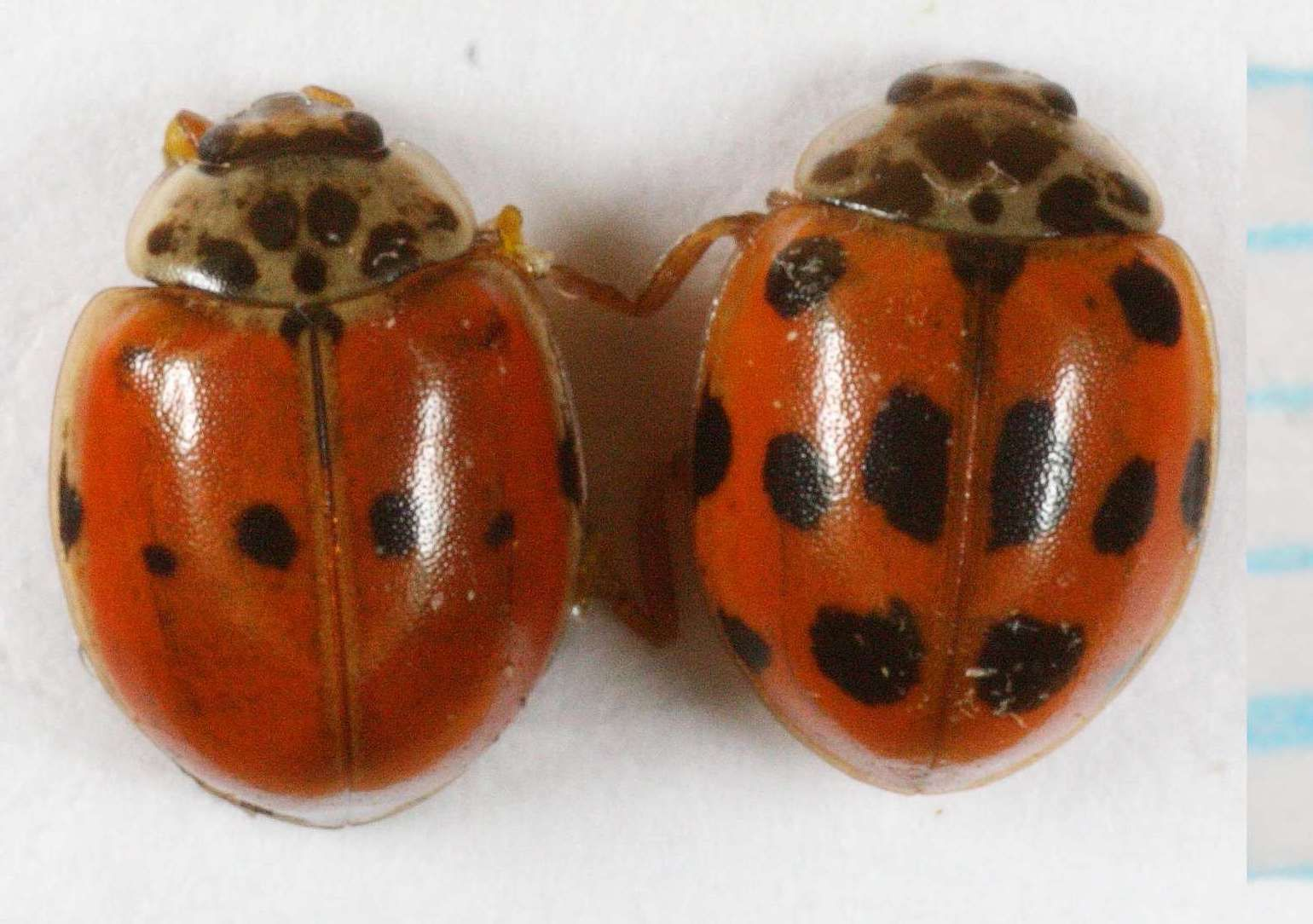